# Nonne
 Denne artikel omhandler nonne i religiøs betydning. Opslagsordet har også en anden betydning, se Nonne (sommerfugl).
En nonne er en kvinde, der har aflagt klosterløfte og lever sammen med ligesindede i et kloster. Nonner forekommer inden for den romersk-katolske kirke, den ortodokse kirke samt inden for Buddhismen. 